# 19875 Guedes
19875 Guedes (6791 P-L) là một tiểu hành tinh vành đai chính được phát hiện ngày 24 tháng 9 năm 1960 bởi C. J. van Houten, I. van Houten-Groeneveld, và T. Gehrels ở Đài thiên văn Palomar.